# 李志宏
李志宏（1995年5月22日—），香港民主派人士，前香港沙田區議會主席兼前禾輋邨選區議員。

## 從政

### 2019年
2019年香港區議會選舉，李志宏以獨立民主派身分參選禾輋邨選區，並獲民主動力支持參選，對手是爭取連任的民建聯余倩雯及報稱獨立建制派的劉鍏霖。2019年11月13日凌晨，他因涉嫌非法集結被捕。2019年11月26日，李志宏以4,837票擊敗余倩雯當選，任期由2020年1月1日起生效。

### 2020年
5月24日 下午約5時，警方指一名男子即李在灣仔鵝頸橋底作出喧嘩及擾亂秩序行為，使群眾起哄。警員隨即拘捕他，他其後拒保候查 （页面存档备份，存于），獲暫時釋放。他於同年11月17日上午再次被補
6月18日，本土派劉頴匡於沙田新城市廣場中庭聯同8名沙田及大埔區區議員，宣佈參與新界東初選。李志宏以劉頴匡名單第二位參選，最終名單於新界東選區獲得26,707票，以第二名出線，劉頴匡名單其後報名參選2020年香港立法會選舉。7月25日，名單第一的劉頴匡便與同區出戰的前立場新聞記者何桂藍及競逐連任的公民黨立法會議員楊岳橋同時接收到當區選舉主任楊蕙心的信件，就多項議題的立場對他們詢問，包括涉及其曾簽署反對港區國安法的聲明、爭取美國通過香港人權民主法案制裁香港、議席過半後否決所有政府議案言論及是否支持港獨等範疇，要求他在翌日下午3點半前回覆有關問題，而有關舉動被指是撤銷該等候選人參選資格的前奏。7月30日，劉頴匡選舉提名被選舉主任正式裁定為無效，至於名單另外8人則未有消息。

### 2021年
2021年7月21日，沙田區議會召開大會，議程包括重選主席接替已辭職的區議會主席民主黨程張迎。會中，馬鞍山守護線錦濤區議員許立燊提名李志宏成為新主席，由公民黨海嵐區議員陳珮明及水泉澳區議員盧德明和議，李志宏在沒有競爭下自動當選區議會主席一職。
2021年10月，政府按《2021年公職（參選及任職）（雜項修訂）條例》要求下要求區議員宣誓，李志宏被裁定宣誓無效，即時離任沙田區議員暨主席一職。

## 外部連結
- 李志宏的Facebook專頁

| 議會席位      | 議會席位                                                | 議會席位 |
| ------------- | ------------------------------------------------------- | -------- |
| 前任： 余倩雯 | 沙田區議會 禾輋邨選區區議員 2020年1月1日－2021年10月7日 | 空缺     |
| 前任： 程張迎 | 沙田區議會主席 2021年7月22日－2021年10月7日             | 空缺     |